# Lisa Gets an “A”
«Lisa Gets an „A“» (рус. Лиза получает пятёрку) — седьмой эпизод десятого сезона мультсериала «Симпсоны». Впервые был показан на канале Fox 22 ноября 1998 года. В этом эпизоде Лиза Симпсон жульничает, решая тест, перед которым она не смогла подучиться, и получает пятёрку с тремя плюсами. Но затем её нагнетает чувство вины, и она признаётся в содеянном. В то же время Гомер покупает омара, желая съесть его, но со временем привязывается к омару и решает держать его в виде домашнего животного по имени Пинчи (англ. Pinchy).
Эта серия была создана под руководством Боба Андерсона, и хотя сценарий был написан Йеном Мэкстоном-Грэмом, ни основная сюжетная линия, ни дополнительная, не были задуманы последним. Основная сюжетная линия была создана бывшим штатным сотрудником Роном Хогом, в то время как Ричард Аппель, также бывший штатный сотрудник, в течение долгого времени писал сюжет дополнительной линии эпизода. Эпизод высмеивает учебные заведения и имеет отсылки к игре Crash Bandicoot и компании Coleco.
В своем первоначальном американском вещании эпизод был просмотрен около 8 миллионами зрителей и занял 51-е место в рейтинге за неделю. Во время премьерного показа одна из сцен эпизода подверглась критике от американской Католической Лиги, однако их критика была в значительной степени проигнорирована. Во время выхода DVD-сборника десятого сезона 7 августа 2007 года эпизод получил положительные отзывы от критиков.

## Сюжет
Лиза простужается, и Мардж оставляет её дома, невзирая на протесты сознательной дочери. Неожиданно для себя самой Лиза увлекается видеоигрой Барта. Ральф приносит ей домашнее задание — прочитать книгу Кеннета Грэма «Ветер в ивах» (1908), но из-за игры Лиза не успевает прочитать её. В первый же день после её возвращения класс пишет контрольную по этой же книге.
Лиза выходит из класса, чтобы выпить воды, и встречает Барта. Рассказав брату про сложности, которые возникли у неё с контрольной, Лиза идёт с ним в туалет для мальчиков, где сидит Нельсон, раздающий шпаргалки. Она получает все ответы на свою контрольную, и в результате Элизабет Гувер ставит ей пятёрку с тремя плюсами (четвёртый образовался от ликёра «Драмбуи»).
Все в восхищении от Лизы: родители гордятся дочерью, Барт подбадривает её, а директор Скиннер сообщает о том, что благодаря Лизиной пятёрке их школа теперь соответствует минимальным требованиям штата. Лизу мучают угрызения совести, и она во всём признаётся директору Скиннеру. Последний и слушать её не хочет, потому что школа уже получила субсидию. Лизу убеждают в том, что школа очень нуждается в этих деньгах.
На церемонии награждения Лиза не выдерживает и рассказывает всю правду о своей пятёрке, но директор Скиннер всё продумал. Он устроил подставное награждение, зная о честности Лизы. Настоящее награждение проходило уже без вышеупомянутой. Её подставили как куклу-марионетку, а играет в нём Барт. Триумф заканчивается тем, что Лиза заслуживает двойку, исправив на неё прежнюю оценку.
Тем временем Гомер покупает омара, желая съесть его, но со временем Гомер привязывается к омару и решает держать его в виде домашнего животного по имени Пинчи (англ. Pinchy). Он сразу умер в тёплой ванне (на самом деле его сварили в тайне, чтобы Гомер не заподозрил), и Гомер решает всё же съесть его один.